# Kormos László (labdarúgó)
Kormos László (Mezőtúr, 1986. június 24. –) magyar labdarúgó, jelenleg a Ceglédi VSE játékosa, csatár. Korábban a Kecskeméti TE játékosa volt, a 2007/2008-as szezonban 10 gólt szerzett, ezzel harmadik lett a lila-fehér klub házi góllövőlistáján. A 2009/2010 szezont kölcsönben Szolnokon töltötte, majd 2010 nyarán Bajára igazolt.
2012-ben a CVSE-hez igazolt.

## Külső hivatkozások
- adatlap